# Harrisburg, Pennsylvania
Harrisburg là một thành phố thuộc quận Dauphin thuộc tiểu bang Pennsylvania, Hoa Kỳ. Thành phố có diện tích 26,9 km², dân số theo điều tra năm 2000 của Cục điều tra dân số Hoa Kỳ là 48.950 người.